# こんのひとみ
こんの ひとみは、神奈川県出身の絵本作家、作家、シンガーソングライター、ラジオパーソナリティー。

## プロフィール
コマーシャルソングやナレーションの仕事を行ってきたが、1996年頃よりライブ活動を始めた。近年では絵本作家・ラジオパーソナリティーとしても活動している。
鎌倉市立深沢中学校、神奈川県立藤沢西高等学校、神奈川県立栄養短期大学をそれぞれ卒業。
代表曲は、「パパとあなたの影ぼうし」「夢をかなえよう」「保健室」。代表著書は、「くまのこうちょうせんせい」「保健室ものがたり」「いつもいっしょに」「かあさんのこもりうた」「たんぽぽのおかあさん」。

## 経歴
- 1997年
  - 銀河英雄伝説第4期シリーズ(通算:第87〜110話)のオープニングテーマ「Must Be Something」を歌い、2月21日徳間ジャパンよりCDシングルをリリース。
- 2001年
  - 息子のために作った自作曲「パパとあなたの影ぼうし」がNHK「みんなのうた」に取り上げられ、太田裕美の歌唱でオンエアされる。
  - ソニー・ミュージックより自身のメジャーデビューアルバム「ちいさな声〜パパとあなたの影ぼうし〜」がリリースされる。
- 2004年
  - 3月に行われた民放ラジオ5社共同企画「ことばのちから　ラジオ課外授業」でTBSラジオのパーソナリティーをつとめる。
  - 6月、交流のあった浜之郷小学校校長の大瀬敏昭をモデルにした絵本「くまのこうちょうせんせい」（絵いもとようこ）（金の星社）が出版。
- 2006年
  - 2月〜3月NHK「みんなのうた」で、自身の作詞作曲歌唱「夢をかなえよう」がON AIR。
  - 3月、新星堂オーマガトキからCDアルバム「くまのこうちょうせんせい」がリリース。
  - 3月、ポプラ社より単行本「保健室ものがたり」が出版。
  - 4月よりTBSラジオにてレギュラー番組『DHCドリームプロジェクト 〜夢をかなえよう』放送開始。こんのひとみとはなわがパーソナリティーをつとめ、子どもたちと「夢」「悩み」「希望」「不安」をともにわかちあうという番組。
- 2008年
  - 2月、絵本「いつもいっしょに」（金の星社）が出版。
  - 8月、CDミニアルバム「保健室ものがたり」がオーマガトキよりリリース。
  - 8月、静岡にてキッズミュージカル「保健室ものがたり」が上演。
  - 10月、日本テレビ『誰も知らない泣ける歌』にて「パパとあなたの影ぼうし」を歌う。
- 2009年
  - 2月、絵本「いつもいっしょに」（金の星社）が第18回けんぶち絵本の里「びばからす賞」を受賞
  - 3月、赤坂区民センターホールにて赤坂・青山子ども中高生共育事業「港区と静岡市の子どもたちの朗読ミュージカル　保健室ものがたり」が上演。
- 2010年
  - 9月より山梨放送文化放送にてレギュラー番組『大戸屋プレゼンツ　こんのひとみ　いっしょにご飯を食べようね』放送開始。こんのひとみが各界から著名人を招き（概ね2週間1くくり）、その人の食生活を紹介しつつ、家族とほのぼのと過ごす食卓の雰囲気の大切さを提言するトーク番組。
- 2011年
  - 2月、絵本「こぐまとめがね」（金の星社）が出版。
  - 9月、大戸屋TVCMソング「いっしょにご飯を食べようね」がレコチョクにて配信開始
- 2012年
  - 10月、絵本「かあさんのこもりうた」（金の星社）が出版。
- 2014年
  - 8月、鎌ヶ谷市民会館きらりホール主催「きらり的読み聞かせミュージカル　かあさんのこもりうた」が上演。
- 2015年
  - 1月、絵本「ありがとさん」（金の星社）が出版。
  - 11月、絵本「けしごむくん」（金の星社）が出版。
- 2016年
  - 8月、絵本「てんこうせいは つばめくん」（金の星社）が出版。
  - 8月、CDアルバム「おんがくげき くまのこうちょうせんせい」が日本コロムビアよりリリース。
  - 9月、楽譜集「おんがくげき くまのこうちょうせんせい」（ドレミ楽譜出版社）が出版。
- 2017年
  - 3月、絵本「たんぽぽのおかあさん」（金の星社）が出版。

## 音楽作品

### アルバム
- 『おんがくげき くまのこうちょうせんせい』 日本コロムビア COCE-39628（2016年）
- 『保健室ものがたりSchool Days』 オーマガトキレコーズ OMCA-1093（2008年）
- 『くまのこうちょうせんせい』 オーマガトキレコーズ OMCA-1047（2006年）
- 『小さな声 パパとあなたの影ぼうし』 ソニーミュージックレコーズ SRCL-5242（2001年）
- 『童話集』 ふくろうレコード OWLA-10003（2000年）
- 『言い残した言葉』 ふくろうレコード OWLA-10002（1999年）

### シングル
- 銀河英雄伝説第4期シリーズ(第87〜110話)オープニングテーマ『Must Be Something』 徳間ジャパン　TKDA-71099（1997年）

## 書籍

### 絵本
- 『たんぽぽのおかあさん』絵：いもとようこ 金の星社刊（2017年）
- 『てんこうせいは つばめくん』絵：いもとようこ 金の星社刊（2016年）
- 『けしごむくん』絵：いもとようこ 金の星社刊（2015年）
- 『ありがとさん』絵：いもとようこ 金の星社刊（2015年）
- 『かあさんのこもりうた』絵：いもとようこ 金の星社刊（2012年）
- 『こぐまとめがね』絵：たかすかずみ 金の星社刊（2011年）
- 『いつもいっしょに』絵：いもとようこ 金の星社刊（2008年）
- 『くまのしんぶんきしゃ』絵：いもとようこ  金の星社刊（2006年）
- 『くまのこうちょうせんせい』絵：いもとようこ  金の星社刊（2004年）
- 『パパとあなたの影ぼうし』絵：伊藤行也（劇団影法師）  金の星社刊（2001年）

### 単行本
- 『保健室ものがたり』 ポプラ社刊（2006年）
- 『こんのひとみ心の言葉シリーズ1～5』 ポプラ社刊（2003年）
- 『なんで学校に行きたくないんだろう』（絵・植田真）
- 『保健室にいたらだめなの？』（絵・塚本やすし）
- 『きれいなカラダとココロって？』（絵・高橋和枝）
- 『男らしさ・女らしさって何？』（絵・丸山誠司）
- 『なんのために生きているんだろう？』（絵・近藤ようこ）
- トークエッセイ『ラジオの時間（とき）』 学研刊（2002年）
- 詩画集『30人のお母さん』春陽堂刊（2002年）
- 『こんのひとみベスト詩集パパとあなたの影ぼうし』 岩崎書店刊（2001年）
- エッセイ集『ちいさな声　パパとあなたの影ぼうし』 ポプラ社刊（2001年）

### 楽譜集
- 『おんがくげき くまのこうちょうせんせい』 ドレミ楽譜出版社刊（2016年）

## レギュラー番組
- DHCドリームプロジェクト～はなわ・こんのひとみ 夢をかなえよう （TBSラジオ、パーソナリティ）毎週日曜朝8：00〜
- こんのひとみ いっしょにご飯を食べようね（山梨放送・文化放送）毎週月曜夜7：00〜
- テレビ寺子屋（テレビ静岡）